# Kadmium žluté světlé
Kadmium žluté světlé je název umělecké barvy typu oleje či tempery. Je to „žlutá“ barva. Její číselný kód je 1009 a chemicky se jedná o sulfid kademnatý. Má dobrou krycí schopnost a jako jedna z mála žlutých pigmentů dokáže dobře překrýt jiné barvy.